# Famille Uberti
Pour les articles homonymes, voir Uberti (homonymie).
La famille Uberti est une famille noble florentine très puissante du parti gibelin jusqu'au XIIIe siècle et de Sicile au XIVe siècle.

## Histoire

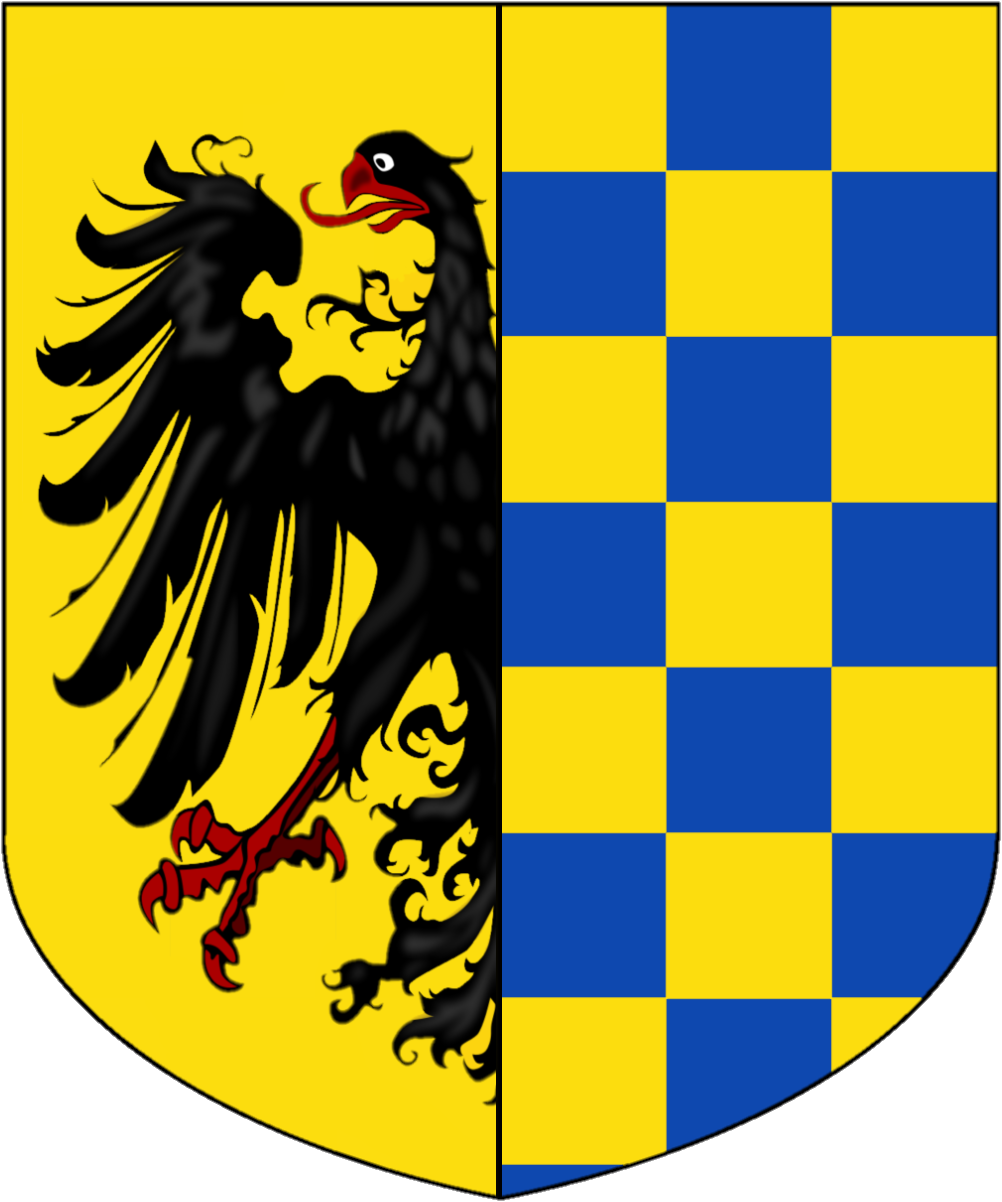
Blason de Faranita degli Uberti.

La famille est originaire de Florence et son personnage historique le plus célèbre est Farinata degli Uberti, chef de la faction gibeline de la ville et mentionnée par Dante Alighieri, avec Fazio degli Uberti et San Bernardo degli Uberti,.
À Florence et dans ses environs, en particulier dans le Chianti, ils étaient propriétaires de plusieurs palais, parmi lesquels on peut se souvenir du Palazzo dei Fanti et du Palazzo dell'Esecutore di Giustizia, aujourd'hui disparus, sur les ruines desquels fut ensuite construit le célèbre Palazzo Vecchio, connu en premier comme le Palazzo dei Priori ou Palagio Novo, sur lequel sont placées les armoiries de la famille.
Après la chute de la Maison de Hohenstaufen et le retour au pouvoir des guelfes à Florence, les Uberti, principaux représentants de la faction gibeline en Toscane, furent bannis à jamais de la ville et contraints de fuir. Certains d'entre eux s'installèrent sur le territoire de Castiglion Fiorentino, près de la Rocca Montanina (it), d'où le petit hameau de Valuberti (it) tire probablement son nom.

### Branche sicilienne
Ils arrivèrent en Sicile à la fin du XIIIe siècle et Frédéric III d'Aragon, en 1338, attribua à Scaloro degli Uberti le titre de grand protonotaire du royaume de Sicile car il était le fils de Giacoma Palizzi et le neveu de Damiano Ier Palizzi, seigneur de San Fratello est également Grand Protonotaire. Scaloro fut créé seigneur d'Asaro (aujourd'hui Assoro), Condrò et Gatta, comte d'Asaro en 1337 et seigneur du château de Sperlinga à partir de janvier 1338. La famille, pilier de la « fazione dei Latini (it) » pendant les Vêpres siciliennes, fut punie d'expropriation en 1347 puis, avec un acte de clémence ultérieur de Frédéric IV d'Aragon, fut réintégrée dans ses propriétés. Giovanni degli Uberti, fils et successeur de Scaloro, se distingua par son opposition acharnée à Martin Ier de Sicile, opposition qui lui coûtera la vie.

### Branche de Mantoue

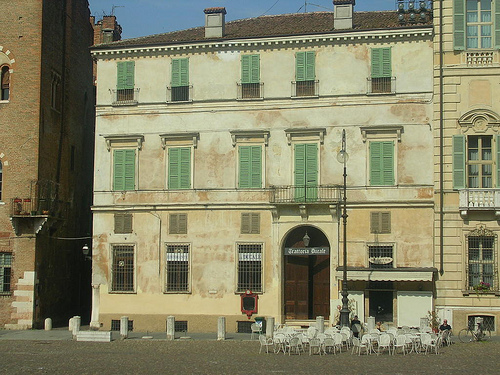
Résidence des Uberti, Piazza Sordello à Mantoue

Une branche de la famille florentine s'est également installée à Mantoue au début du XIVe siècle, où elle a construit, sur la Piazza Sordello, le palais de style gothique tardif qui lui a donné son nom . Deux évêques de Mantoue appartenaient également à la famille :
- Antonio degli Uberti (it) de 1390 à 1417 ;
- Giovanni degli Uberti (it) de 1417 à 1428 ;

et d'autres personnages :
- Ghino degli Uberti (XIIIe siècle), maire de Mantoue de 1296 à 1297 ;
- Lapo degli Uberti (it) (XIIIe siècle), fils de Farinata degli Uberti, maire de Mantoue en 1286 et 1299.

## Galerie

Statue de Farina degli Uberti, piazzale degli Uffizi.
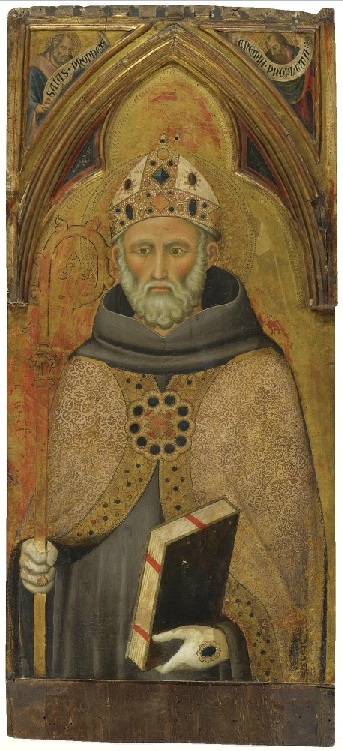
Portrait peint de San Bernardo degli Uberti.
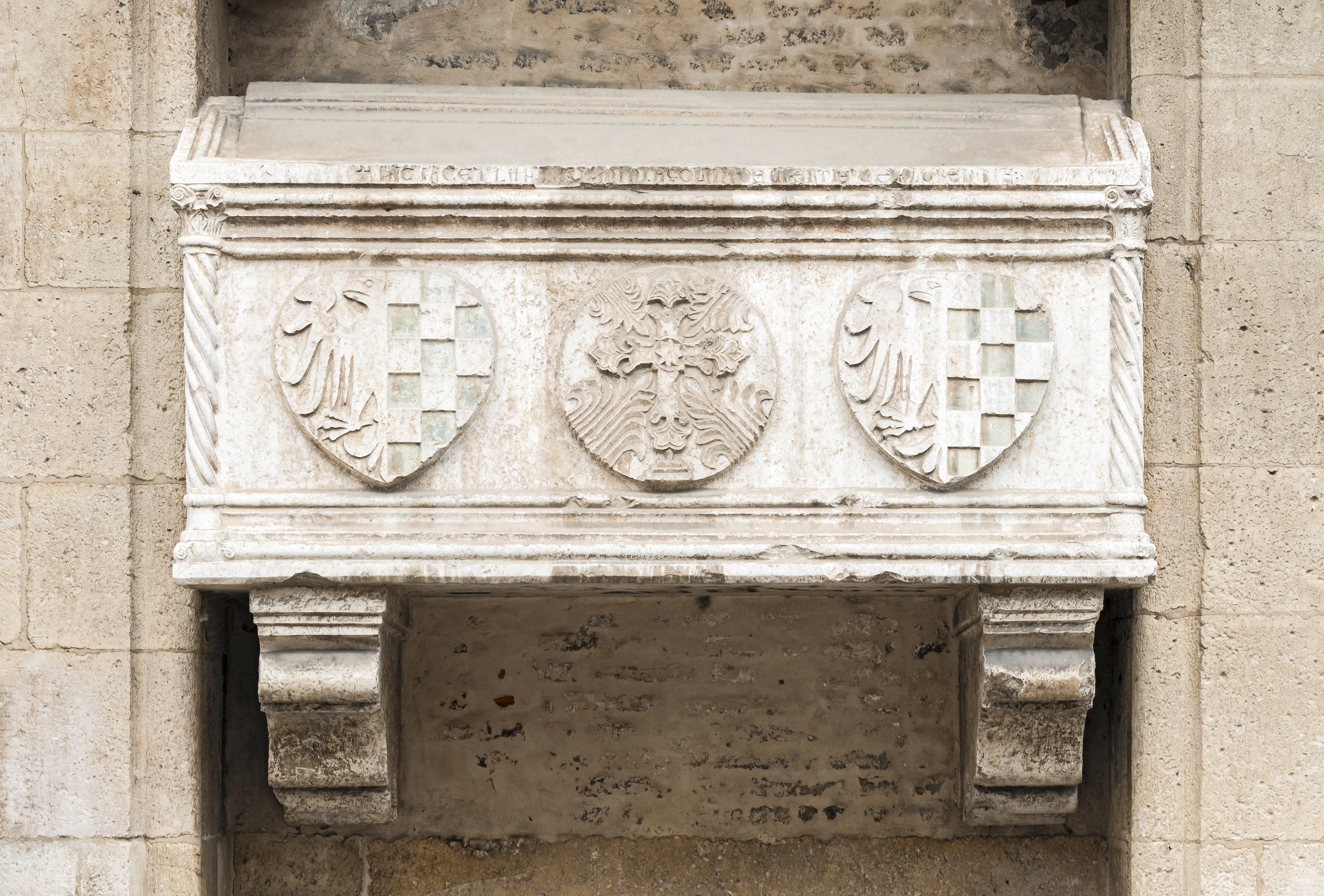
Sarcophage de Lapo degli Uberti.